# Lynn Swann
Pour les articles homonymes, voir Swann.
College Football Hall of Fame 1993
Pro Football Hall of Fame 2001
(en) Statistiques sur pro-football-reference
Lynn Curtis Swann, né le 7 mars 1952 à Alcoa, est un joueur américain de football américain devenu homme politique.
Il a joué wide receiver pour les Steelers de Pittsburgh en National Football League (NFL) entre 1974 et 1982. Il a remporté quatre Super Bowls (IX, X, XIII et XIV). Il est élu MVP (meilleur joueur) lors du Super Bowl X et devient, à 23 ans, le plus jeune joueur à remporter cette distinction.
Il a été élu au College Football Hall of Fame et au Pro Football Hall of Fame.

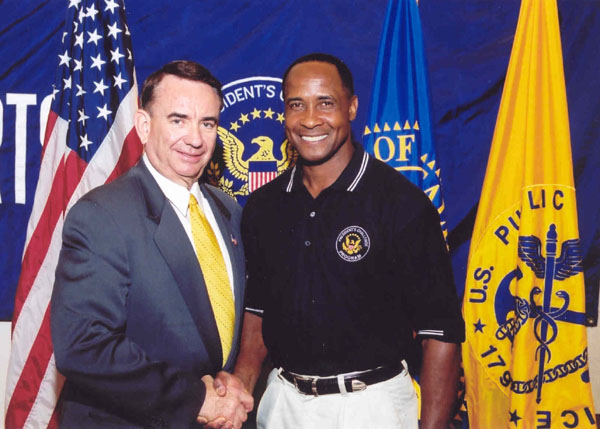
Lynn Swann (droite) aux côtés du secrétaire à la Santé Tommy Thompson.